# Заозерье (Верхнекалинское сельское поселение)
Заозерье — деревня в Пермском крае России. Входит в Чусовской городской округ.

## Географическое положение
Деревня расположена в правобережной части долины реки Чусовая на расстоянии примерно 4 километра по прямой на запад от города Чусовой. 

## История
Основана в 1953 году для расселения жителей деревень, затопленных после заполнения Камского водохранилища. 
С 2004 до 2019 гг. деревня входила в состав ныне упразднённого Верхнекалинского сельского поселения Чусовского муниципального района.

## Население
Постоянное население составляло 9 человек в 2002 году (100% русские), 8 человека в 2010 году.   

## Климат
Климат умеренно-континентальный. Среднегодовая температура воздуха колеблется около 0 градусов, среднемесячная температура января — минус 16 градусов, июля — плюс 17 градусов, заморозки отмечаются в мае и сентябре. Высота снежного покрова достигает 80 см. Продолжительность залегания снежного покрова 170 дней. Продолжительность вегетационного периода 118 дней. В течение года выпадает 500-700 мм осадков.